# Élodie Fontan
Élodie Fontan (francia kiejtés: [elɔdi fɔ̃tɑ̃]; Bondy, 1987. július 9. –) francia színésznő. 1996 óta több mint tizenöt televíziós és filmes produkcióban szerepelt.

## Élete
Kiskorában a Nissan, a Quick és az Euro Disney reklámjaiban szerepelt. Clem legjobb barátnőjét, Alyzée-t alakította a Clem című sorozatban. 2014-ben csatlakozott a Bazi nagy francia lagzik című vígjáték szereplőgárdájához.
A La Bande à Fifi nevű humortársulat tagja. További tagjai: Philippe Lacheau, Tarek Boudali, Reem Kherici és Julien Arruti.
2018-ban csatlakozott a Les Enfoirés csoporthoz.

## Magánélete
2015 óta Philippe Lacheau-val él, akivel a cannes-i filmfesztiválon ismerkedett meg, és aki szerepet ajánlott neki az Elmentek otthonról című filmben. 2019 decemberében megszületett első gyermekük, aki a Raphaël nevet kapta.

## Filmográfia

### Film
| Év   | Magyar cím                     | Eredeti cím                                | Szerep                           | Magyar hang        | Rendező                            |
| ---- | ------------------------------ | ------------------------------------------ | -------------------------------- | ------------------ | ---------------------------------- |
| 1996 | Mi a hézag, tanár úr?          | The Best Job in the World                  | Fanny                            |                    | Gérard Lauzier                     |
| 2014 | Bazi nagy francia lagzik       | Serial (Bad) Weddings                      | Laure Verneuil                   | Törőcsik Franciska | Philippe de Chauveron              |
| 2015 | Elmentek otthonról             | Babysitting 2                              | Julie                            | Csuha Borbála      | Nicolas Benamou & Philippe Lacheau |
| 2016 |                                | Venise sous la neige                       | Nathalie                         |                    | Elliott Covrigaru                  |
| 2017 | Alibi.com                      | Alibi.com                                  | Florence Martin                  | Csuha Borbála      | Philippe Lacheau                   |
| 2017 |                                | Mission Pays basque                        | Sibylle Garnier                  |                    | Ludovic Bernard                    |
| 2018 | Nyúl Péter                     | Peter Rabbit                               | Flopsy nyuszi (francia szinkron) |                    | Will Gluck                         |
| 2018 | Briliáns válás                 | Brillantissime                             | Ejtőernyős 3#                    |                    | Michèle Laroque                    |
| 2019 | Bazi nagy francia lagzik 2.    | Qu'est-ce qu'on a encore fait au bon Dieu? | Laure Verneuil                   | Törőcsik Franciska | Philippe de Chauveron              |
| 2019 | Nicky Larson: Ölni vagy kölni? | Nicky Larson et le Parfum de Cupidon       | Laura Marconi                    | Sipos Eszter Anna  | Philippe Lacheau                   |
| 2021 | Bazi nagy francia lagzik 3.    | Qu'est-ce qu'on a tous fait au bon Dieu?   | Laure Verneuil-Koffi             | Törőcsik Franciska | Philippe de Chauveron              |
| 2021 | Badman – A nagyon sötét lovag  | Badman                                     | Éléonore                         | Ruttkay Laura      | Philippe Lacheau                   |
| 2023 | Alibi.com 2                    | Alibi.com 2                                | Florence Martin                  | Csuha Borbála      | Philippe Lacheau                   |
| 2023 | Eszeveszett küldetés           | 3 jours max                                | feleség a titkosszolgálatnál     |                    | Tarek Boudali                      |